# Pedro Casinha
Pedro Casinha (11 de junio de 2003) es un deportista portugués que compite en piragüismo en la modalidad de aguas tranquilas. Ganó una medalla de oro en el Campeonato Europeo de Piragüismo de 2025, en la prueba de K4 500 m.

## Palmarés internacional
| Campeonato Europeo | Campeonato Europeo       | Campeonato Europeo | Campeonato Europeo |
| Año                | Lugar                    | Medalla            | Competición        |
| ------------------ | ------------------------ | ------------------ | ------------------ |
| 2025               | Račice (República Checa) | Medalla de oro     | K4 500 m           |